# Venusia blomeri
Venusia blomeri là một loài bướm đêm trong họ Geometridae.

## Hình ảnh

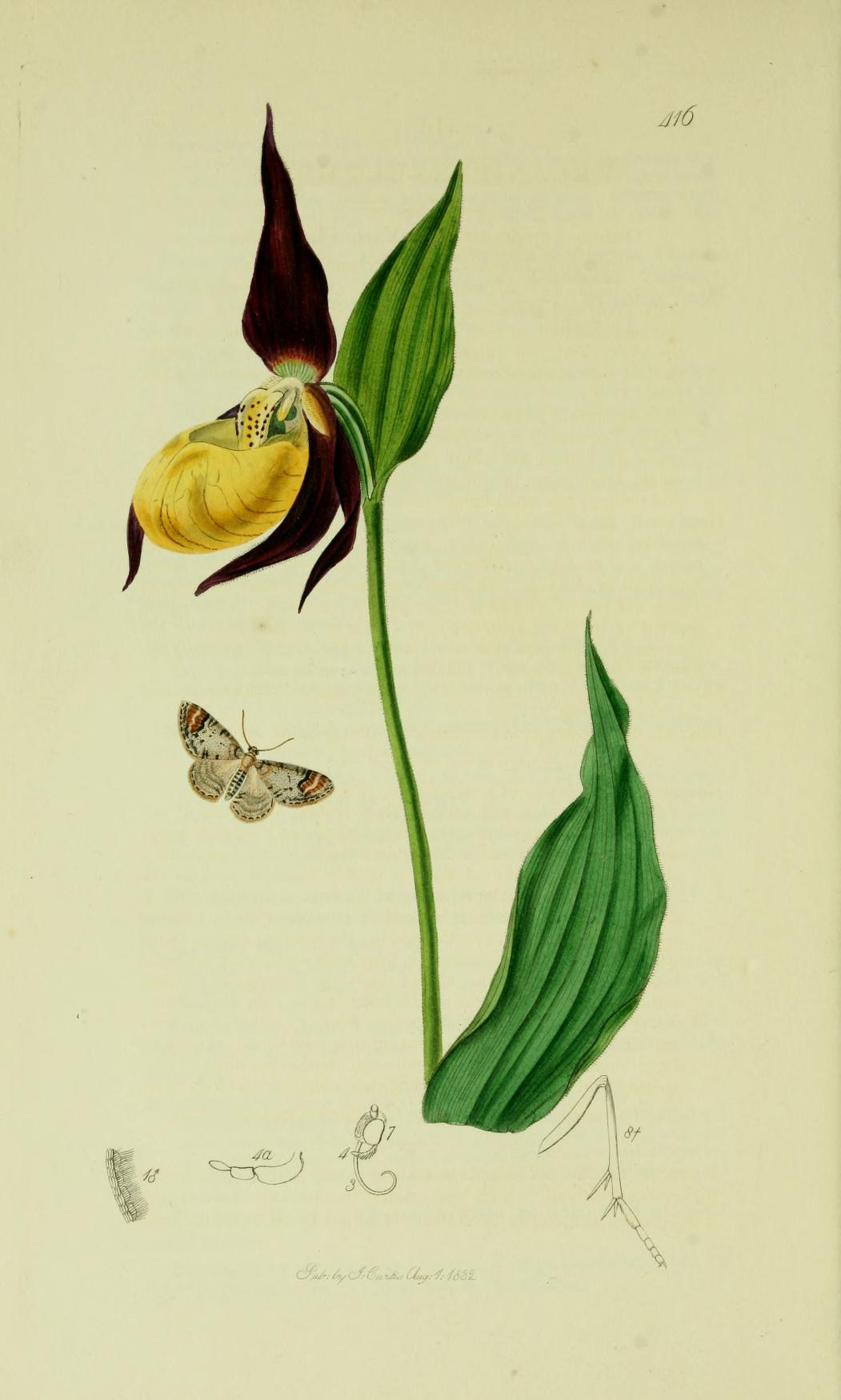